# Призрак кота
«Тень кошки» (англ. The Shadow of the Cat) — британский фильм ужасов 1961 года.

## Сюжет
Зажиточная Элла Вейнабл (Кэтрин Лэйси) убита своим скупым мужем (Андре Морелл) и двумя домработницами. Единственный свидетель — кот Эллы, чьё странное поведение привлекло внимание кузины Беты (Барбара Шелли), которая внезапно приходит домой. Троица убийц решает уничтожить кота, но тот оказывается хитрее их: одного из них он загоняет в болото, где преступник тонет; Клару (Фреда Джексон) кот так пугает, что она ломает себе шею. Уолтера Вейнабла, мужа убитой супруги, охватил такой страх, что он заболел и слёг в постель. Кот садится ему на грудь, и Уолтер умирает от сердечного приступа.

## В ролях
- Андре Морелл — Уолтер Венейбл
- Барбара Шелли
- Уильям Лукас
- Фреда Джексон